# Rainbow Islands
Rainbow Islands: The Story of Bubble Bobble 2, più comunemente noto solo come Rainbow Islands (レインボーアイランド?, Reinbō Airando, lett. "Isole dell'arcobaleno"), è un videogioco arcade a piattaforme prodotto dalla Taito nel 1987. È il seguito di Bubble Bobble e il predecessore di Parasol Stars. Qui il protagonista utilizza arcobaleni magici come armi e come piattaforme temporanee, inoltre il gioco a differenza degli altri due titoli è a scorrimento.
Rainbow Islands venne successivamente convertito per molti home computer, edito dalla Ocean Software nel 1989-1990, e varie console. Versioni per MS-DOS, Sega Saturn e PlayStation uscirono solo in coppia con Bubble Bobble nella raccolta Bubble Bobble also featuring Rainbow Islands del 1996 della Acclaim. Versioni emulate più recenti sono incluse nelle raccolte Taito Legends.

## Trama
La trama del gioco prosegue laddove Bubble Bobble terminava: i due eroi Bub e Bob riescono a riacquisire le loro normali sembianze umane, ma ricevono un messaggio in cui viene detto che un gruppo di persone ha subìto la loro stessa sorte ed è stato rapito e portato su un gruppo di isole. Bub e Bob non hanno più il potere di inglobare i nemici in bolle come quando erano due draghetti, ma hanno un'altra capacità: quella di sparare arcobaleni da usare come arma per eliminare i nemici e come supporto per raggiungere le piattaforme più alte. Agli arcobaleni si riferiscono il titolo del gioco e la colonna sonora, una versione velocizzata della celebre canzone Over the Rainbow, letteralmente "Oltre l'arcobaleno".

## Modalità di gioco
Il gioco è suddiviso in sette isole regolari, più tre segrete, consistenti ciascuna in quattro livelli. L'ambiente è a scorrimento verticale e per superare ciascun livello è necessario arrivare sul punto più alto dell'isola, dato che si parte dal basso, evitando o eliminando i nemici; bisognerà farlo fretta in quanto, una volta superato il tempo limite (apparirà sullo schermo la scritta Hurry!), l'isola inizierà a sprofondare, evento rappresentato dall'acqua che prima lentamente e poi sempre più velocemente raggiungerà la parte superiore dello schermo. Il giocatore, però, non perderà una vita fino a che il livello dell'acqua non superi il collo di Bub o Bob.
Ogni tipologia di nemici ha un suo comportamento peculiare, ma tutti sono accomunati dalle "arrabbiature": un nemico arrabbiato diventa rosso e molto più rapido del normale. La rabbia dei nemici si scatena in tre casi:
- quando restano troppo tempo sullo schermo;
- quando restano troppo tempo intrappolati sotto un arcobaleno (vedi la sezione successiva "Gli arcobaleni");
- alla comparsa del messaggio Hurry! (a quel punto tutti i nemici diventano automaticamente arrabbiati).

In cima a ogni livello vi è un forziere ricolmo di bonus, mentre alla fine del quarto livello di ogni isola si dovrà affrontare un boss ispirato al tema di quell'isola (vedi la sezione Livelli). Se si raccolgono i sette diamanti dei colori dell'arcobaleno (rosso, arancione, giallo, verde, azzurro, indaco e violetto) nel corso dei quattro livelli, dopo aver sconfitto il boss dell'isola il forziere conterrà un grande diamante del colore corrispondente al numero dell'isola (la prima isola ha un diamante rosso, la seconda arancione, e così via).
Inoltre nel corso dei quattro livelli se si raccolgono i diamanti in ordine (rosso, arancione, giallo, ecc.), quando si giunge alla stanza del boss apparirà una porta segreta che permette di evitare lo scontro con esso e fornirà, oltre al grande diamante dell'isola, un bonus potenziamento che rimarrà anche se si perde una vita.

### Gli arcobaleni
Gli arcobaleni (una stella che lascia dietro di sé una scia multicolore arcuata) sono l'unica arma a disposizione di Bub e Bob. Come le bolle del predecessore Bubble Bobble, essi servono anche a raggiungere le piattaforme più alte oltre che a eliminare o intrappolare i nemici e, al contrario delle bolle, a raccogliere ogni bonus che essi colpiscano.

#### Utilizzo offensivo degli arcobaleni
Ci sono tre modi diversi per eliminare i nemici:
- Colpendoli direttamente con un arcobaleno
- Generando un arcobaleno in modo da imprigionarli sotto di esso e saltare sopra all'arcobaleno per farlo crollare e schiacciare così il nemico
- Creando una catena di arcobaleni e saltare sopra uno di essi, in modo da generare un "effetto domino" che provochi il crollo di tutti gli altri e schiacciando tutti i nemici che si dovessero trovare sotto di essi (Nota: sullo schermo non possono essere presenti più di 8 arcobaleni per volta)

A seconda di come si eliminano i nemici si ottengono bonus differenti:
- Se il nemico è colpito direttamente con un arcobaleno si ottiene un bonus frutto
- Se il nemico è schiacciato da un arcobaleno si ottiene invece un diamante. Il colore del diamante dipende da dove cade il nemico nella zona dello schermo (immaginando di dividere lo schermo in sette strisce verticali, da sinistra verso destra, i diamanti saranno di colore rosso, arancione, giallo, verde, azzurro, indaco e violetto)

Il gioco prevede che ogni due nemici eliminati il terzo sia sempre un power-up. I bonus potenziamento standard che il personaggio può ottenere sono i seguenti (nell'ordine in cui compaiono):
- Scarpetta rossa: incrementa la velocità di movimento del personaggio
- Anfora rossa: incrementa il numero di arcobaleni lanciati simultaneamente, in un solo colpo, fino ad un massimo di tre
- Anfora gialla: incrementa la velocità con cui sono sparati gli arcobaleni
- Anfora rossa (nuovamente): incrementa il numero di arcobaleni lanciati simultaneamente, in un solo colpo, fino ad un massimo di tre
- Stella gialla: nel momento che la si raccoglie, spara proiettili a forma di stella verso l'alto, i nemici colpiti rilasciano un diamante (tenendo sempre conto del fatto che ogni due nemici eliminati al terzo viene rilasciato un power-up)
- Sfera di cristallo: i nemici uccisi assumono le fattezze dei personaggi di Bubble Bobble
- Stella rossa: nel momento che la si raccoglie, spara proiettili a forma di stella verso l'alto e verso il basso, con un raggio di azione complessivo più ampio rispetto alla stella gialla. I nemici colpiti rilasciano un diamante (anche in questo caso occorre tenere conto che ogni due nemici eliminati al terzo viene rilasciato un power-up)
- Power-up random: di questi ne è riconosciuto solo uno per ogni livello. Esistono ad esempio l'anello con pietra azzurra che rilascia stelle dalla parte alta dello schermo che eliminano i nemici una volta colpiti, il mantello che dona l'invincibilità verso i nemici ed i loro proiettili fino al termine del livello o fino a quanto si perde una vita per aver atteso troppo tempo e si finisce sott'acqua per l'affondamento dell'isola, oppure la rara collana arcobaleno che completa automaticamente la raccolta dei sette diamanti nell'isola mettendoli in ordine (e attivando quindi la porta segreta nella stanza del boss)

#### Utilizzo non offensivo degli arcobaleni
Gli arcobaleni possono essere utilizzati anche per:
- Raccogliere bonus (semplicemente colpendoli)
- Salire in cima al livello, col giocatore che li userà come scale, dapprima creandoli e poi camminandoci oppure - tenendo premuto il tasto "salto" - saltandoci sopra
- Farsi scudo dai proiettili sparati da alcuni nemici (l'arcobaleno verrà quindi distrutto).
- Far apparire i bonus invisibili sparsi per i livelli (i bonus appaiono semplicemente dopo che il giocatore avrà colpito determinate zone dello schermo)

### Livelli
Sette isole sono normalmente accessibili:
- Insect Island - verde ed erba ovunque con insetti e altri animaletti come nemici
- Combat Island - carri armati e altri mezzi militari in miniatura
- Monster Island - un'isola cimitero popolata da tipici personaggi del genere horror
- Toy Island - qui è tutto ancora più colorato e i nemici sono giocattoli
- Doh Island - un omaggio ad Arkanoid, celebre videogioco Taito: la musica e gli effetti sonori sono ripresi da quel gioco così come i nemici
- Robot Island - una specie di fabbrica di robot in cui oltre a vari tipi di automi si dovranno affrontare attrezzi animati
- Dragon Island - un mondo tipicamente fantasy

Le restanti tre isole sono segrete, e vi si può accedere soltanto avendo raccolto tutti e sette i diamanti arcobaleno. Ciascuna di esse è un omaggio a un precedente videogioco Taito: Fairyland Story, Darius e Bubble Bobble.
In ogni isola segreta il grande diamante è sostituito da un grande specchio (il primo di bronzo, il secondo d'argento, il terzo d'oro).
Per completare il gioco con successo è necessario raccogliere i sette grandi diamanti nelle isole standard e i tre grandi specchi nelle isole segrete.

## Extra Version
Nel 1988 la Taito ha prodotto Rainbow Islands - Extra Version, una sorta di versione "remixata" del gioco in cui le varie isole non ospitano più le loro tipologie usuali di nemici, ma quelle di altri livelli; da notare in particolare come già nei livelli iniziali si debbano affrontare i nemici delle tre isole segrete (per esempio, in Insect Island ci sono i nemici di Darius Island). La difficoltà è inoltre leggermente aumentata. Questa versione uscì anche per Sega Mega Drive e FM Towns.
L'edizione Mega Drive comprende sia la versione originale sia la Extra.

## Accoglienza
Rainbow Islands si discostava molto dal suo acclamato predecessore Bubble Bobble, rivoluzionando il sistema di gioco e perfino i protagonisti. Fu comunque un enorme successo di critica e di pubblico, grazie alla grafica ispirata e al gameplay riuscito.
Anche le numerose conversioni domestiche furono generalmente di alto livello ed ebbero grande diffusione. Quelle per Amiga e Atari ST, praticamente equivalenti tra di loro, furono particolarmente apprezzate dalla critica e riconosciute come molto fedeli e giocabili. Conversione di grande qualità è anche quella per PC Engine con lettore CD, tuttavia si fece notare poco perché uscì piuttosto tardi (1993).